# Brian Williams
Brian Douglas Williams (Ridgewood (Nueva Jersey), 5 de mayo de 1965) es un periodista estadounidense. Desde 2004, es el presentador y editor de NBC Nightly News, el informativo nocturno de la cadena estadounidense de televisión NBC. En febrero de 2015 Brian Williams fue suspendido por 6 meses tras una polémica en la que se vio envuelto.

## Biografía

### Primeros años
Brian Williams es hijo de Dorothy May y Gordon Lewis Williams. De pequeño asistió a un colegio católico irlandés. Cuando tenía 8 años su familia se mudó a Middletown (Nueva Jersey). Se graduó en el Mater Dei High School, un colegio católico. En su juventud trabajó como bombero voluntario. Williams estudió en tres universidades: comenzó en Brookdale Community College, pasó luego a la Universidad Católica de América y posteriormente a la Universidad George Washington, que abandonó tras completar solo 18 créditos. Williams ha dejado siempre claro que el dejar los estudios fue un error y se "arrepiente mucho".

### Comienzos en periodismo
Comenzó trabajando en la emisora de Pittsburg, Kansas; KOAM-TV, en 1981. Al año siguiente en la cadena WTTG, estacionada en Washington y poco después trabajó en la cadena WCAU estacionada en Filadelfia. A finales de los 80 presentó un programa en la cadena WCBS de Nueva York. Finalmente Williams entró en la NBC News en 1993, donde primero presentó las noticias del fin de semana y luego fue corresponsal en la Casa Blanca. Incluso llegó a tener su propio show: The News With Brian Williams.

### Presentador de programas

#### NBC Nightly News

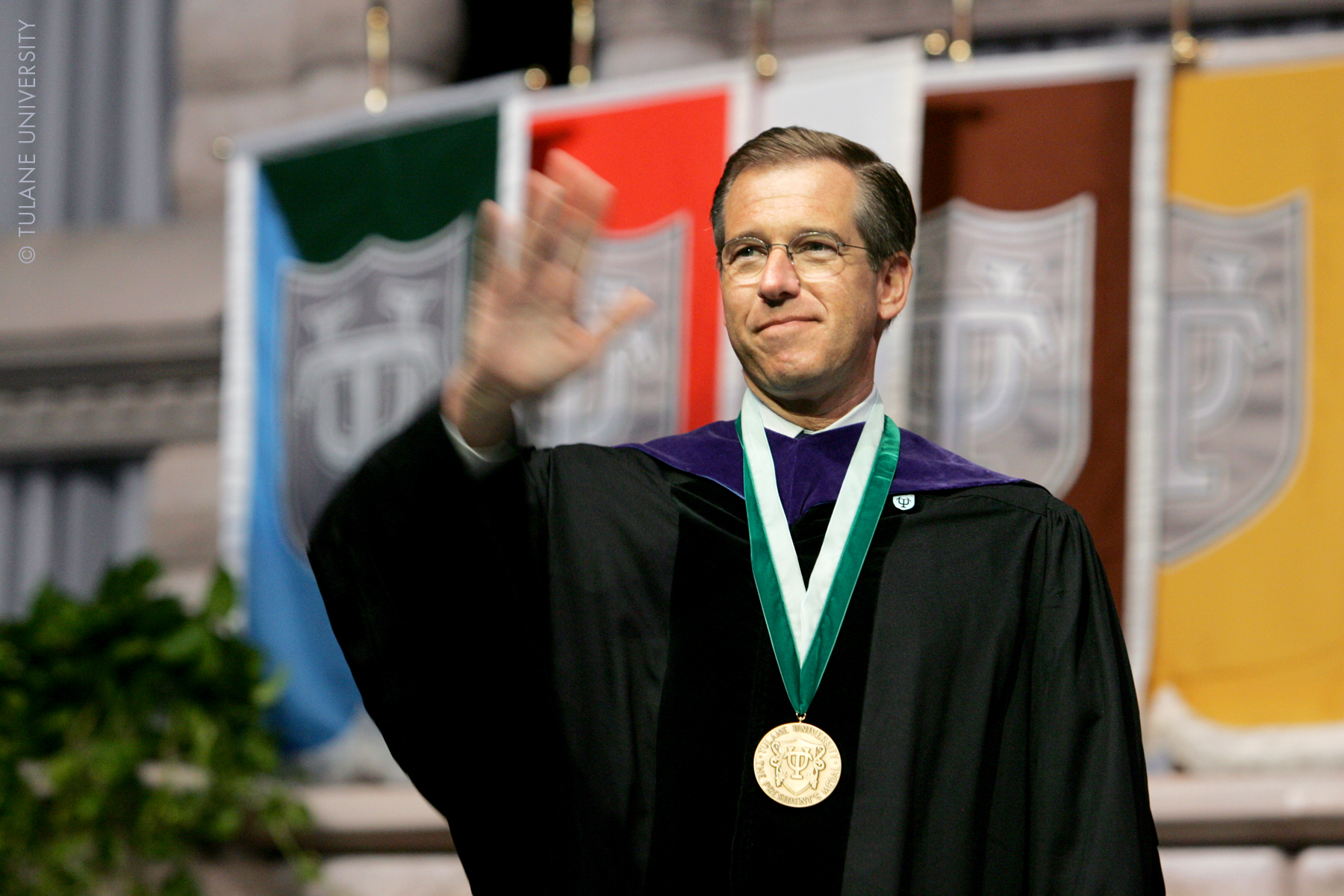
Williams recibiendo honores el 19 de julio de 2007.

Williams fue nombrado presentador de NBC Nightly News el 2 de diciembre de 2004, en reemplazo de Tom Brokaw. Su primer año estuvo marcado por dos tragedias: el tsunami del océano Índico y el Huracán Katrina. Los directivos de la cadena lo alabaron por su cobertura periodística de los dos sucesos. Su trabajo ayudó a la NBC a conseguir un Premio Peabody; el comité de los Peabody argumentó que Williams y su equipo eran "un gran ejemplo de excelente periodismo comentando lo relacionado con el Katrina". También ganó el George Polk Award por su trabajo.
En 2007, después de años de liderazgo, Nightly News cayó en el segundo puesto, detrás del programa de la ABC, World News, pero volvió a recuperarlo antes de que finalizara el año.
Desde el 2006, el salario anual de Brian Williams fue de diez millones de dólares (anteriormente era de ocho millones).
En diciembre de 2014 renovó por 5 años el contrato con NBC por 10 millones de dólares anuales. La presidente de NBC Deborah Turness dijo de él que era:

‘One of the most trusted journalists of our time.‘
‘Uno de los periodistas más fiables de nuestro tiempo.’

##### Controversia y suspensión
El 30 de enero de 2015, se desató una polémica en torno a su relato en NBC Nightly News de cómo, mientras cubría la Guerra de Irak, el helicóptero en el que viajaba el 24 de marzo de 2003 fue alcanzado por un cohete RPG (Rocket Propelled Grenade) y obligado a aterrizar.

‘The story actually started with a terrible moment a dozen years back during the invasion of Iraq, when the helicopter we were travelling in was forced down after being hit by an RPG. Our travelling NBC news team was rescued and kept alive by an Armored Mechanized Platoon from the U.S. Army 3rd Infantry.‘
‘La historia comenzó en un momento terrible hace una docena de años durante la invasión de Irak, cuando el helicóptero en el que viajábamos fue forzado a aterrizar tras ser alcanzado por un cohete RPG. Nuestro equipo de la NBC News fue rescatado y mantenido con vida por un pelotón de la infantería mecanizada.’

En una entrevista realizada por David Letterman en 2013 dijo:

‘We were the northernmost Americans in Iraq. We were going to drop some bridge portions across the Euphrates so the 3rd Infantry could cross on them. Two of our four helicopters were hit by ground fire, including the one I was in (by) RPG and AK-47 (fire).‘
‘Éramos los estadounidenses más al norte en Irak. Íbamos a llevar unas secciones de puentes cruzando el río Eúfrates para que el Regimiento tercero de infantería pudiera cruzar el río. Dos de los cuatro helicópteros fueron alcanzados por disparos desde tierra, incluyendo el helicóptero en el que iba yo, que fue alcanzado por cohetes RPG y fuego de AK-47.’

Su historia fue inmediatamente criticada por Lance Reynolds, un ingeniero de vuelo que iba en uno de los tres helicópteros alcanzados. Reynolds y otros compañeros comentaron al periódico militar Stars and Stripes que el helicóptero de Williams llegó una hora después del incidente.
El programa de NBC Nightly News del 4 de febrero de 2015, Williams se disculpó públicamente, dejando claro que había cometido un error al recordar un incidente de hacía 12 años.

‘This was a bungled attempt by me to thank one special veteran and by extension our brave military men and women veterans everywhere, those who have served while I did not, I hope they know they have my greatest respect and also now my apology.‘
‘Fue un intento por agradecer a un veterano especial y por extensión a todos nuestros valientes militares en todo el mundo, a los que han servido a la patria mientras que yo no lo hice. Espero que sepan que tienen mi mayor respeto y mis disculpas.’

 Algunos veteranos y periodistas cuestionaron la afirmación de que Williams solo había cometido "un pequeño error". Aaron Brown, antiguo periodista de la CNN, dejó claro que muchos profesionales que viajan al campo de batalla para cubrir la noticia muchas veces confunden los sucesos.
Deborah Turness, presidenta de NBC News, anunció el 6 de febrero de 2015 que habría investigaciones internas en torno al asunto de Williams en Irak. Williams anunció que dejaría temporalmente su posición de presentador de Nightly News para "manchar" lo mínimo posible a la cadena.
El 10 de febrero de 2015 Deborah Turness publicó una nota de suspensión de empleo y sueldo por 6 meses para Brian Williams.

‘While on Nightly News on Friday, January 30, 2015, Brian misrepresented events which occurred while he was covering the Iraq War in 2003. It then became clear that on other occasions Brian had done the same while telling that story in other venues. This was wrong and completely inappropriate for someone in Brian’s position.
In addition, we have concerns about comments that occurred outside NBC News while Brian was talking about his experiences in the field.
As Managing Editor and Anchor of Nightly News, Brian has a responsibility to be truthful and to uphold the high standards of the news division at all times‘
‘En el programa Nightly News del 30 de enero de 2015 Brian falseó sucesos que ocurieron mientras cubría la guerra de Irak en 2003. Se vio claro que había contado la misma historia en otras ocasiones. Era completamente inapropiado para alguien en la posición de Brian. 
Además estamos preocupados por comentarios realizados fuera de NBC News hablando de sus experiencias en el campo de batalla. Como editor y presentador de Nightly News, Brian la responsabilidad de ser veraz y de mantener un nivel alto de calidad en la división de noticias en todo momento.’

El directivo de NBC Steve Burke escribió:

‘This has been a painful period for all concerned and we appreciate your patience while we gathered the available facts. By his actions, Brian has jeopardized the trust millions of Americans place in NBC News.  His actions are inexcusable and this suspension is severe and appropriate.  Brian’s life’s work is delivering the news. I know Brian loves his country, NBC News and his colleagues. He deserves a second chance and we are rooting for him.  Brian has shared his deep remorse with me and he is committed to winning back everyone’s trust.‘
‘Este ha sido un periodo doloroso para todos los concernidos y valoramos vuestra paciencia mientras hemos investigado los hechos. Con sus acciones Brian ha puesto en peligro la confianza que millones de estadounidenses ponen en NBC News. Sus acciones son inexcusables y su suspensión es severa y apropiada. El trabajo de Brian es contar las noticias. Sé que Brian ama a este país, a NBC News y a sus colegas. Merece una segunda oportunidad y le apoyaremos. Brian está arrepentido y comprometido en recuperar la confianza de todos.’

#### Rock Center with Brian Williams
El 4 de octubre de 2011, se anunció la creación de este programa, que sería el primer programa de NBC News en casi dos décadas. Tras dos temporadas la NBC canceló el programa, tras audiencias modestas y críticas mediocres, el 10 de mayo de 2013. Después de cambiar varias veces de día, el último capítulo fue emitido el 21 de junio del 2013. Williams comentó que se sentía "insultado" por la cancelación del show.

### Otras apariciones

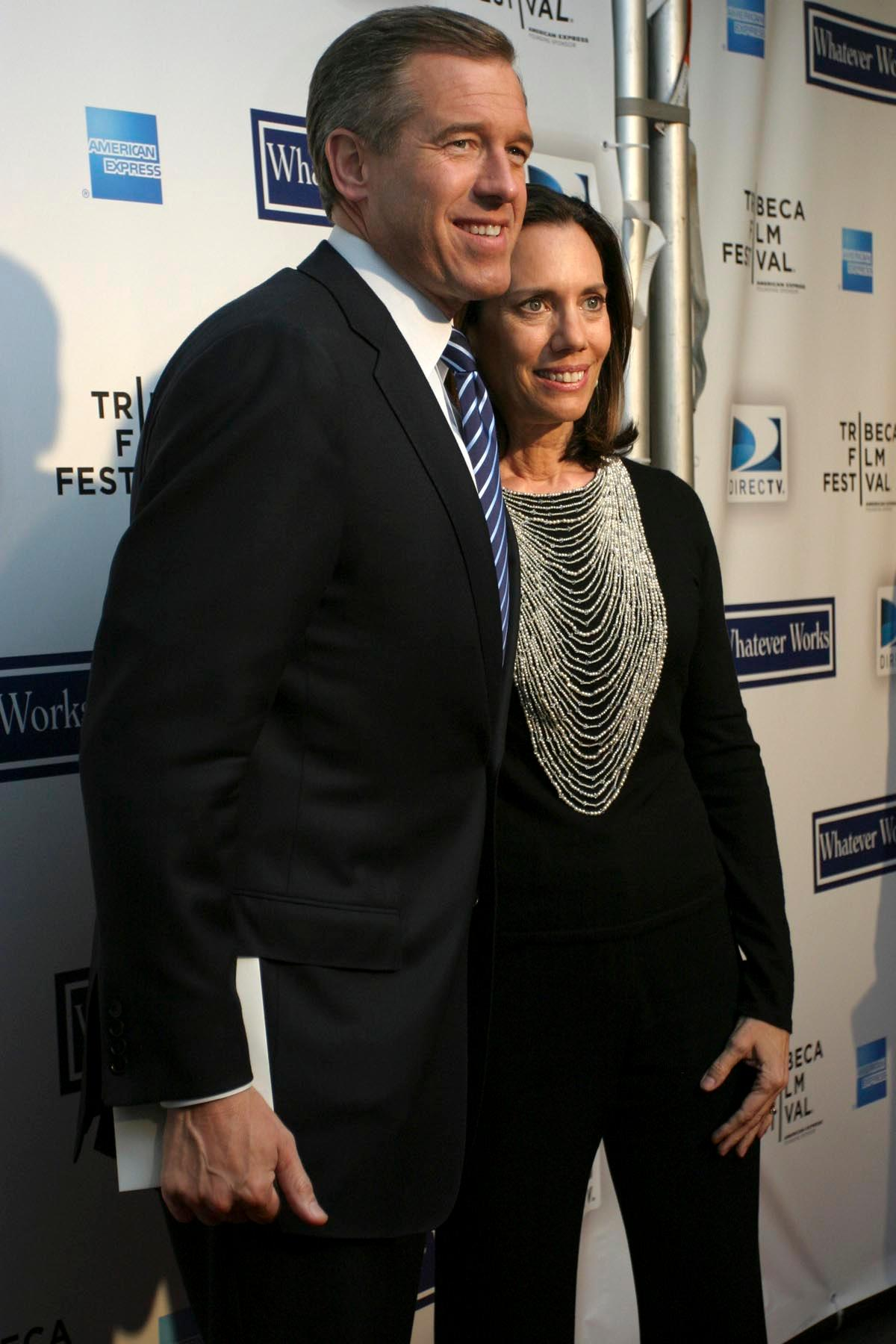
Williams con su esposa Jane en el Festival de Cine de Tribeca.

Williams es un invitado frecuente del programa The Daily Show, conducido por Jon Stewart. Apareció también en la temporada 32 del Saturday Night Live y en la temporada siguiente como presentador del programa del 3 de noviembre de 2007. Esto lo convirtió en el primer y único conductor de noticiarios que ha sido presentador estelar del programa.
En el 2007 hizo una aparición en Sesame Street. En 2008 volvió a aparecer en otro episodio del programa infantil.
Williams apareció en el episodio "The Ones" del programa 30 Rock haciendo una parodia de sí mismo. En 2013 Williams interpretándose a sí mismo poniendo su propia voz en la serie de dibujos animados para adultos Family Guy; apareció en el episodio "Space Cadet". Ese mismo año, volvió a interpretarse a sí mismo en el programa satírico The Soup.
Williams se ha convertido en una pequeña sensación en Internet gracias a Jimmy Fallon y su programa Late Night with Jimmy Fallon, donde se recogen trozos de su retransmisiones para recrear una determinada canción de Rap o Hip-Hop. Estos segmentos incluyen "Straight Outta Compton" del grupo NWA o "Baby Got Back" de Sir Mix-A-Lot. Pero el más popular es "Rapper's Delight", del grupo The Sugarhill Gang, que cuenta con más de quince millones de visitas. Las polémicas, y en ocasiones cómicas, letras de las canciones con el temperamento serio de Williams hacen la parodia. Willias confirmó en el programa de Fallon, el 22 de abril de 2014, que es fan de las parodias que se hacen en el programa.

## Vida personal
Williams se casó con Jane Gillan Stoddard en New Canaan, Connecticut el 7 de junio de 1986. Actualmente reside en New Canaan con su familia. El matrimonio tuvo dos hijos, Allison y Douglas. Allison es actriz, y trabaja en la serie de HBO, Girls.
Williams se considera un fanático del deporte. Es un fan del equipo de la NFL, New York Giants y de los New York Rangers en la NHL. También se considera un entusiasta de la competición conocida como NASCAR, que sigue desde que era un niño.